# Bolitoglossa yucatana
Bolitoglossa yucatana é uma espécie de anfíbio caudado pertencente à família Plethodontidae, sub-família Plethodontinae.